# Liegen (lied)
Liegen is een lied van de Nederlandse rapper Jack in samenwerking met de Nederlandse rapper Josylvio. Het werd in 2022 als single uitgebracht en stond in hetzelfde jaar als elfde track op het album Waterman van Jack.

## Achtergrond
Liegen is geschreven door Dylan Klomp, Thijs van Egmond en Joost Theo Sylvio Yussef Abdelgalil Dowib en geproduceerd door Thez. Het is een nummer dat past in de genres nederhop en trap. Het is een bewerking van Would I Lie to You? van Charles & Eddie uit 1992. In het lied rappen de artiesten over het vertrouwen en de eerlijkheid in een relatie. 
Het is niet de eerste keer dat de twee artiesten met elkaar samenwerken. Eerder deden ze dit al op de remixversie van Paper zien. Ze herhaalden de samenwerking op 10 racks.

## Hitnoteringen
De artiesten hadden bescheiden succes met het lied in Nederland. Het kwam tot de 28e plaats van de Single Top 100 in de zeven weken dat het in deze hitlijst te vinden was. De Top 40 en haar Tipparade werden niet bereikt.